# Спортивна гімнастика на літніх Олімпійських іграх 2020
Змагання зі спортивної гімнастики на літніх Олімпійських іграх 2020 року відбувалися з 25 липня по 4 серпня у Токіо, Японія, де було розіграно 8 комплектів медалей серед чоловіків та 6 комплектів серед жінок.

## Медальний залік
*   Країна-господарка (Японія)
| Місце                | Країна                     | Золото | Срібло | Бронза | Загалом |
| -------------------- | -------------------------- | ------ | ------ | ------ | ------- |
| 1                    | Китай                      | 3      | 3      | 2      | 8       |
| 2                    | Олімпійський комітет Росії | 2      | 2      | 4      | 8       |
| 3                    | США                        | 2      | 2      | 2      | 6       |
| 4                    | Японія*                    | 2      | 1      | 2      | 5       |
| 5                    | Бразилія                   | 1      | 1      | 0      | 2       |
| 6                    | Велика Британія            | 1      | 0      | 1      | 2       |
| 6                    | Південна Корея             | 1      | 0      | 1      | 2       |
| 8                    | Ізраїль                    | 1      | 0      | 0      | 1       |
| 8                    | Бельгія                    | 1      | 0      | 0      | 1       |
| 10                   | Іспанія                    | 0      | 1      | 0      | 1       |
| 10                   | Італія                     | 0      | 1      | 0      | 1       |
| 10                   | Китайський Тайбей          | 0      | 1      | 0      | 1       |
| 10                   | Німеччина                  | 0      | 1      | 0      | 1       |
| 10                   | Хорватія                   | 0      | 1      | 0      | 1       |
| 15                   | Вірменія                   | 0      | 0      | 1      | 1       |
| 15                   | Греція                     | 0      | 0      | 1      | 1       |
| 15                   | Туреччина                  | 0      | 0      | 1      | 1       |
| Загалом (17 збірних) | Загалом (17 збірних)       | 14     | 14     | 15     | 43      |

## Медалісти
| Дисципліна         | Золото | Срібло                                                                 | Бронза                                                                              |
| ------------------ | --- | ---------------------------------------------------------------------- | ----------------------------------------------------------------------------------- |
| Чоловіки           | |                                                                        |                                                                                     |
| Командна першість  | Олімпійський комітет Росії (ROC_2020) Денис Аблязін Давид Белявський Артур Далалоян Микита Нагорний            | Японія (JPN) Дайкі Гашимото Казума Кая Такеру Кітазоно Ватару Танігава | Китай (CHN) Лін Чаопан Сун Вей Сяо Жотен Цзоу Цзиньюань                             |
| Абсолютна першість | Дайкі Гашимото (JPN)                                                                                           | Сяо Жотен (CHN)                                                        | Нагорний Микита Володимирович (ROC_2020)                                            |
| Вільні вправи      | Артем Долгопят (ISR)                                                                                           | Райдейлей Сапата (ESP)                                                 | Сяо Жотен (CHN)                                                                     |
| Кінь               | Макс Вітлок (GBR)                                                                                              | Лі Чхіхкай (TPE)                                                       | Казума Кая (JPN)                                                                    |
| Кільця             | Лю Ян (CHN) | Ю Хао (CHN)                                                            | Елефтеріос Петруніас (GRE)                                                          |
| Опорний стрибок    | Сін Че-Хван (KOR)                                                                                              | Аблязін Денис Михайлович (ROC_2020)                                    | Артур Давтян (ARM)                                                                  |
| Паралельні бруса   | Цзоу Цзиньюань (CHN)                                                                                           | Лукас Даузер (GER)                                                     | Ферхат Арікан (TUR)                                                                 |
| Поперечина         | Дайкі Гашимото (JPN)                                                                                           | Тін Србич (CRO)                                                        | Нагорний Микита Володимирович (ROC_2020)                                            |
| Жінки              | |                                                                        |                                                                                     |
| Командна першість  | Олімпійський комітет Росії (ROC_2020) Лілія Ахаїмова Вікторія Лістунова Ангеліна Мельникова Владислава Уразова | США (USA) Сімона Байлс Джордан Чайлз Суніса Лі Грейс Мак-Калум         | Велика Британія (GBR) Дженіфер Гадірова Джесіка Гадірова Еліс Кінселла Емілі Морган |
| Абсолютна першість | Суніса Лі · США                                                                                                | Ребека Андраде · Бразилія                                              | Мельникова Ангеліна Романівна · Олімпійський комітет Росії                          |
| Опорний стрибок    | Ребека Андраде · Бразилія                                                                                      | Мікейла Скіннер · США                                                  | Йо Со Чон · Південна Корея                                                          |
| Різновисокі бруси  | Ніна Дервал · Бельгія                                                                                          | Анастасія Ільянкова · Олімпійський комітет Росії                       | Суніса Лі · США                                                                     |
| Колода             | Ґуань Ченьчень (CHN)                                                                                           | Танг Ксіджин (CHN)                                                     | Сімона Байлс (USA)                                                                  |
| Вільні вправи      | Джейд Кері (USA)                                                                                               | Ванесса Феррарі (ITA)                                                  | Мельникова Ангеліна Романівна (ROC_2020) Маї Муракамі (JPN)                         |